# سرور کتبی
سرور کتبی نویسندهٔ ایرانی کتاب‌های کودک و نوجوان است.

## زندگینامه
متولد ۱۳۳۸ 

## جوایز
کتاب یک شب مهتابی از آثار او (با تصویرگری غزاله بیگدلو) که در سال ۱۳۹۴ از سوی نشر شباویز منتشر شد، در فهرست کلاغ سفید (۲۰۱۵) قرار گرفت.